# Akurey
Akurey ([ˈaːkʏrˌeiː]) es una pequeña isla cerca de la costa de Reikiavik, en Islandia. Las primeras fuentes que se refieren a la isla son de 1379, cuando pertenecía a Víkurkirkju. La ciudad de Reikiavik compró la isla en 1969 y la arrendó. En 1978 se incorporó al municipio de Reikiavik.